# 李相潤
李 相潤（イ・サンユン、Lee Sang-Yoon、1969年4月10日 - ）は、韓国の元サッカー選手。元韓国代表。ポジションはフォワード。

## 経歴
1988年に韓国代表デビュー。出場機会は無かったが、1990 FIFAワールドカップのメンバーにも選ばれた。1992年以降、出場機会は無かったが、1997年に代表復帰、1998 FIFAワールドカップにも出場した。韓国代表で33試合に出場、13得点をあげた。

## 代表歴

### 出場大会
- 韓国代表
  - 1990 FIFAワールドカップ (グループリーグ敗退)
  - 1998 FIFAワールドカップ (グループリーグ敗退)

### 試合数
- 国際Aマッチ 33試合 13得点（1988年-1998年）[1]

| 韓国代表 | 国際Aマッチ | 国際Aマッチ |
| 年       | 出場        | 得点        |
| -------- | ----------- | ----------- |
| 1988     | 1           | 1           |
| 1989     | 0           | 0           |
| 1990     | 6           | 2           |
| 1991     | 0           | 0           |
| 1992     | 2           | 0           |
| 1993     | 0           | 0           |
| 1994     | 0           | 0           |
| 1995     | 0           | 0           |
| 1996     | 0           | 0           |
| 1997     | 10          | 3           |
| 1998     | 14          | 7           |
| 通算     | 33          | 13          |